# Idioma bemba
El bemba (AFI [βemba]), también conocido como chibemba, chiwemba y wemba, es una lengua bantú hablada principalmente en Zambia, aunque también se utiliza, con menor difusión, en la República Democrática del Congo, Tanzania y Botsuana.
Originaria de la etnia homónima, el bemba y sus dialectos son hablados y entendidos por un importante porcentaje de la población de Zambia. Se estima que, tan sólo en aquel país, más de tres millones de personas utilizan bemba como lengua nativa, junto a otro importante número que la utilizan como segunda lengua. Bemba se utiliza como lingua franca en todas las ciudades de Zambia donde, según los etnólogos, "tiene mayor estatus social que los demás idiomas, excepto el inglés".
Es un idioma que sigue la estructura SVO, cuyo estudio se formalizó en el año 1907 cuando los misioneros publicaron la primera gramática bemba. Este idioma fue seleccionado por la administración colonial de entonces, junto al lozi, nyanja y tonga, como las lenguas para comunicarse con las poblaciones aborígenes de la zona. Actualmente este idioma se encuentra muy fragmentado en dialectos, aunque existe la tendencia de imponer el dialecto conocido como bemba central en los medios de comunicación y los textos educativos.